# OpenCola
OpenCola là một nhãn hiệu cola độc đáo, trong đó những hướng dẫn cách làm ra nó được lấy về và chỉnh sửa một cách tự do. Bất kỳ ai cũng có thể tạo ra thức uống này, và bất kỳ ai cũng có quyền sửa đổi và phát triển công thức miễn là đến phiên mình, họ cũng cấp phép cho công thức đó theo Giấy phép Công cộng GNU. Vì những công thức chế tạo bản thân chúng không thể giữ bản quyền, nền tảng pháp lý của nó không được kiểm định.
Mặc dù ban đầu người ta dự định dùng nó làm công cụ quảng bá để giải thích cho phần mềm tự do và mã nguồn mở, thức uống này tự nó vẫn tồn tại và người ta đã bán được 15.000 lon. Công ty Opencola có trụ sở đặt tại Toronto do Grad Conn, Cory Doctorow và John Henson thành lập đã trở nên nổi tiếng nhờ vào thức uống hơn là kiểu phần mềm mà nó định quảng bá.